# Nancy Hingston
Nancy Burgess Hingston é um matemática estadunidense, que trabalha com geometria diferencial.
Estudou matemática e física na Universidade da Pensilvânia. Obteve um doutorado em 1981 na Universidade Harvard, orientada por Raoul Bott, com a tese Equivariant Morse theory and closed geodesics. É professora do The College of New Jersey.
Foi palestrante convidada do Congresso Internacional de Matemáticos em Seul (2014: Loop products, Poincare duality, index growth and dynamics). Em 2017 foi eleita fellow da American Mathematical Society.

## Publicações selecionadas
- Equivariant Morse theory and closed geodesics, J. Diff. Geom., Volume 19, 1984, p. 85–116, Project Euclid
- Subharmonic solutions of Hamiltonian equations on tori, Annals of Mathematics, Volume 170, 2009, p. 529–560